# Rhododendron sinosimulans
Rhododendron sinosimulans là một loài thực vật có hoa trong họ Thạch nam. Loài này được D.F. Chamb. mô tả khoa học đầu tiên năm 2005.